# John Woodcock (martyr)
John Woodcock (1603-1646) est un prêtre franciscain du Lancashire exécuté en août 1646 en vertu de la "Loi contre les jésuites, les prêtres du séminaire et autres personnes désobéissantes". Il est reconnu comme martyr et vénéré comme bienheureux par l'Église catholique. Il est béatifié le 22 novembre 1987 par le pape Jean-Paul II. Il est l'un des quatre-vingt-cinq Quatre-vingt-cinq martyrs d'Angleterre et de Galles béatifié par ce dernier et est fêté le 7 août,.

## Biographie
John Woodcock est né à Woodcock Hall à Leyland, Lancashire, en Angleterre. Ses parents, Thomas et Dorothy Anderton Woodcock, appartenaient à la classe moyenne. Son père devient officiellement anglican afin de ne pas perdre son domaine. Sa mère, elle, est restée catholique. Lui-même est baptisé et élevé dans l'anglicanisme.
Woodcock se convertit au catholicisme vers 1623, ce qui déplait à son père au point que John part vivre avec son grand-père maternel à Clayton. Finalement, il se décide à devenir prêtre. Pour cela il rend discrètement sur le continent et rejoint la Flandre. Il commence par des études d'humanité à Saint-Omer avant de s'inscrire au Collège anglais, à Rome, pour y parfaire sa théologie nécessaire à l'ordination.
Une tentative de rejoindre l'Ordre des Frères Mineurs Capucins à Paris est interrompue par une mauvaise santé et il erre pendant un certain temps en Europe avant d'approcher les Franciscains anglais à Douai. Il reçoit l'habit franciscain de la part de Henry Heath en 1631, et prend le nom de Martin de Saint-Félix. Il portait aussi parfois le pseudonyme de « Farington ».
Pendant quelques années, il vit à Arras comme aumônier d'un certain M. Sheldon. Il sert brièvement en Angleterre en 1635 mais fut renvoyé en France pour cause de mauvaise santé. Il est envoyé à Spa, en Belgique, pour récupérer.
En apprenant l'exécution en avril 1643 de Henry Heath, qui l'avait reçu dans l'ordre, Woodcock demande la permission de retourner en Angleterre. À la fin de 1643, il débarque à Newcastle-on-Tyne et est arrêté dès la première nuit qu'il passe dans le Lancashire. Après deux ans d'emprisonnement au château de Lancaster, il est condamné le 6 août 1646, sur ses propres aveux, comme prêtre, avec deux autres, Edward Bamber et Thomas Whittaker.
Le 7 août 1646, il est exécuté. A la première tentative la corde se brise. Il est alors pendu une seconde fois, puis découpé et éventré vivant selon le traitement réservé aux traîtres.
Les sœurs franciscaines de Taunton possèdent un os de bras du martyr.